# Posibilianismus
Possibilianismus je filozofií, která odmítá různá tvrzení tradičního teismu i pozice jistoty v nekompromisním ateismu ve prospěch střední cesty zaměřené na prozkoumávání různých možností. Termín byl poprvé definován neurobiologem Davidem Eaglemanem ve vztahu k jeho knize Sum: Forty Tales from the Afterlives. Na otázku, jestli je ateista nebo věřící člověk odpověděl: "Sám sebe nazývám posibilianem: Jsem otevřený… teoriím, které zatím nemáme jak ověřit." V pozdějším interview s New York Times Eagleman definici rozšířil:

"Naše neznalost Vesmíru je příliš obrovská, abychom se zavázali k ateismu, ale i tak toho víme příliš na to, abychom se zavázali nějakému konkrétnímu náboženství. Třetí pozice, agnosticismus, je často nudným postojem, ve kterém člověk prostě jen pochybuje, je-li jeho tradiční náboženský příběh (např. o vousatém pánovi, sedícím na mráčku) pravda nebo ne. Ale já doufám, že s Posibilianismem se definuje nová pozice — taková, která klade důraz na prozkoumávání nových, zatím neuvažovaných možností. Posibilianismus nemá problém s uvažováním mnohých myšlenek naráz; není to pozice, která by se hlásila k jakémukoliv konkrétnímu příběhu."